# Elk Mountain
Elk Mountain è un centro abitato (town) degli Stati Uniti d'America, situato nella Contea di Carbon dello Stato del Wyoming. Nel censimento del 2000 la popolazione era di 192 abitanti.

## Geografia fisica
Secondo i rilevamenti dell'United States Census Bureau, la località di Elk Mountain si estende su una superficie di 0,7 km², tutti occupati da terre.

## Popolazione
Secondo il censimento del 2000, a Elk Mountain vivevano 192 persone, ed erano presenti 52 gruppi familiari. La densità di popolazione era di 262 ab./km². Nel territorio comunale si trovavano 116 unità edificate. Per quanto riguarda la composizione etnica degli abitanti, il 95,83% era bianco, l'1,04% era nativo, il 2,08% apparteneva ad altre razze e l'1,04% a due o più. La popolazione di ogni razza ispanica corrispondeva al 5,21% degli abitanti.
Per quanto riguarda la suddivisione della popolazione in fasce d'età, il 30,2% era al di sotto dei 18, il 4,2% fra i 18 e i 24, il 26,0% fra i 25 e i 44, il 25,5% fra i 45 e i 64, mentre infine il 14,1% era al di sopra dei 65 anni di età. L'età media della popolazione era di 36 anni. Per ogni 100 donne residenti vivevano 120,7 maschi.